# 25800 Glukhovsky
25800 Glukhovsky è un asteroide della fascia principale. Scoperto nel 2000, presenta un'orbita caratterizzata da un semiasse maggiore pari a 3,9790994 UA e da un'eccentricità di 0,1282767, inclinata di 2,42077° rispetto all'eclittica.